# ناتاشا كاليس
ناتاشا كاليس هي ممثلة كندية، ولدت في 27 مارس 1999 بفانكوفر في كندا.

## أعمال

### أفلام
- (2012) بوسشن[4]

## وصلات خارجية
- ناتاشا كاليس على موقع IMDb (الإنجليزية)
- ناتاشا كاليس على موقع ألو سيني (الفرنسية)
- ناتاشا كاليس على موقع أول موفي (الإنجليزية)
- ناتاشا كاليس على موقع قاعدة بيانات الفيلم (الإنجليزية)
- ناتاشا كاليس على موقع كينوبويسك (الروسية)